# Marcelo Díaz (futbolista)
Marcelo Alfonso «Chelo» Díaz Rojas (Padre Hurtado, 30 de diciembre de 1986) es un futbolista chileno que se desempeña en la posición de centrocampista y que actualmente milita en Universidad de Chile de la Primera División de Chile. Además, ha sido internacional absoluto con la Selección de Chile desde 2011 hasta 2017, siendo integrante de la Generación Dorada del fútbol chileno.
En 2005 debutó en Primera División con la Universidad de Chile, club en el que permaneció durante cinco años, en los cuales ganó el torneo de Apertura de 2009. Tras un semestre a préstamo en Deportes La Serena en 2010 regresó a la entidad azul, participando en la consecución del primer título internacional en la historia del club: la Copa Sudamericana 2011, además del primer tricampeonato nacional. A mediados de 2012 fue traspasado al Basilea, conquistando dos ediciones consecutivas la Super Liga Suiza. En el mercado invernal de 2015 ficha por el Hamburgo de la Bundesliga, resultando clave para evitar el descenso de categoría con un gol de tiro libre en el último partido de la temporada. De hecho, el club le homenajeó con dos camisetas conmemorativas de aquel gol.
Luego de ello militó en Celta de Vigo de España durante un año y medio (donde entre otras cosas fue parte de una histórica campaña del club en que llegó a semifinales de la Europa League 2016-17), y en el Club Universidad Nacional de México durante dos torneos nacionales. El miércoles 8 de agosto de 2018 fue transferido a Racing Club de Argentina, cuadro en que se consolidó como titular y una de las piezas claves para conseguir el Campeonato Argentino 2018-19 y el Trofeo de Campeones de la Superliga Argentina. En el equipo de Avellaneda también es recordado por convertir un gol en el famoso clásico de Avellaneda de 2020 que Racing jugó la mayor parte del partido con 9 jugadores.
Con la selección chilena consiguió el primer título en la historia del combinado, la Copa América 2015, siendo titular y formando parte del equipo ideal del torneo, y posteriormente la Copa Centenario 2016.

## Trayectoria

### Universidad de Chile (2005-2009)
Comenzó en las divisiones inferiores de Universidad de Chile pasando por todas sus categorías. Subió al primer equipo en 2004 con 17 años pero solo fue citado a 3 partidos y no debutó en ninguno de ellos.
Su debut profesional se produjo el 22 de enero de 2005, en compromiso válido por la primera fecha del Torneo de Apertura de aquel año, donde el cuadro universitario enfrentó a Everton en el Estadio Sausalito de Viña del Mar, siendo derrotado por 3 a 2. Fue inscrito en el plantel de la Copa Libertadores de 2005 llegando a octavos de final, pero no disputó ningún partido. En el Apertura 2005 logró disputar 4 partidos y la U llegó hasta cuartos de final de los Play-Offs, donde fueron eliminados por Unión Española vía penales. En el Clausura 2005, Díaz no tuvo mayores oportunidades y no disputó encuentros en el campeonato donde Universidad de Chile llegó a la final, siendo derrotada en los penales por Universidad Católica.
Durante el año 2006, Díaz comenzó a jugar con más regularidad en el equipo. Durante el Apertura 2006 jugó 10 partidos y su equipo llegó a la final, pero cayeron ante Colo-Colo en la definición por penales. En el Clausura 2006, Díaz ya consolidado de titular disputó 19 partidos, pero fueron eliminados por Cobreloa en cuartos de final.
Tras un irregular Apertura 2007 donde acabaron en el lugar N.º 13, en el Clausura 2007 Díaz disputó 21 partidos y "La U" llegó hasta Semifinales, donde fueron eliminados por Colo-Colo. Durante el Apertura 2008, Díaz anotó su primer gol profesional el 23 de marzo frente a Huachipato en la derrota por 3-2. En dicho torneo llegaron a Semifinales, donde fueron eliminados por Everton, equipo que saldría campeón. En el Clausura 2008 no disputó partidos, jugando solamente un partido contra Santiago Wanderers por la Copa Chile 2008-09.
Anotó el gol de la victoria sobre Pachuca por 1-0 en la primera fase de la Copa Libertadores 2009, gol que a la postre le sirvió al cuadro azul para pasar a la fase de grupos, pese a que en el partido de vuelta en México caen por 2-1 pasando por el gol de visitante. En dicha Copa Libertadores lograron llegar hasta octavos de final, siendo eliminados por Cruzeiro. El 7 de julio del mismo año se coronó campeón del Apertura 2009 con Universidad de Chile tras vencer 0-1 a Unión Española. En el campeonato Díaz tuvo una regular participación jugando 12 partidos. Tras la llegada de Gerardo Pelusso como técnico en 2010, Díaz volvió a jugar en su posición habitual de lateral derecho, donde no jugaba desde 2006. Su participación en el equipo bajó y en la primera parte del Campeonato Nacional 2010 disputó solamente 5 partidos y en la Copa Libertadores 2010 solo jugó 2 partidos, destacando que llegaron a Semifinal donde fueron derrotados por Chivas de Guadalajara

### Cesión a Deportes La Serena (2010)
El 13 de agosto de 2010, el mismo jugador, confirmó su traspaso a Deportes La Serena. En este club comenzó a jugar de centrocampista, destacándose como la figura del gran campeonato que cumplió Deportes La Serena ese año. Su debut oficial se produjo el 22 de agosto frente a Santiago Wanderers en la victoria por 4-0, válida por el Campeonato Nacional 2010. El 17 de septiembre anotó su primer gol por el club serenense frente a Audax Italiano en la derrota por 2-1. El 3 de octubre, Díaz anotó 2 goles en el empate a 3 frente a Everton, siendo expulsado por doble amarilla en este partido. Tras estar ausente 1 encuentro, Díaz volvió el 30 de octubre frente a Universidad Católica, anotando 1 gol en la derrota por 2-1. El 28 de noviembre frente a Cobresal, Díaz jugó un buen encuentro donde fue nombrado el jugador del partido, además de anotar en la victoria por 0-2. Finalmente su equipo culminó en el séptimo lugar de la tabla con 45 puntos.
Terminando el año 2010, ya era casi un hecho que Díaz sería el nuevo refuerzo de Huachipato, pero esto no se llevó a cabo, puesto que el nuevo entrenador de la 'U. de Chile', el argentino Jorge Sampaoli, lo tenía en planes de cara al Campeonato de Apertura 2011.

### Regreso a la Universidad de Chile (2011-2012)

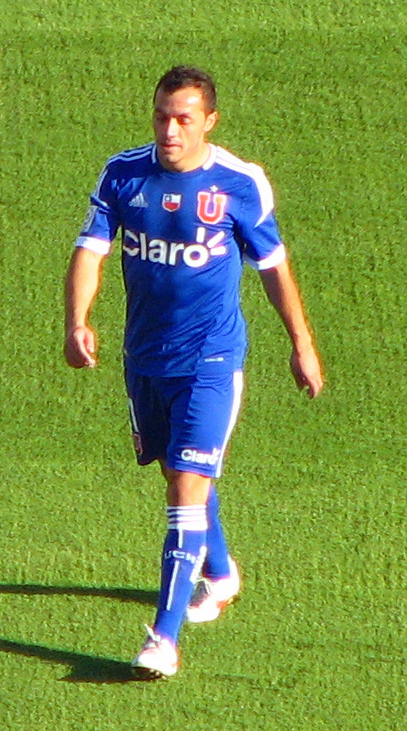
Díaz jugando por Universidad de Chile.

Ya en el Apertura 2011 no juega de titular en la escuadra adiestrada por Jorge Sampaoli siendo utilizado la mayor parte del campeonato en los segundos tiempos en reemplazo de Guillermo Marino. Principalmente se destacó su rendimiento en los play offs, en el partido de vuelta contra O'Higgins de Rancagua, donde convierte un tanto de tiro libre en la goleada 7 a 1. En la final del Apertura contra Universidad Católica entra en el segundo lapso en la goleada 4 a 1 donde a la postre coronaria al conjunto laico como campeón.
Durante el Torneo de Clausura, Díaz ganó la titularidad en el equipo de Sampaoli, jugando 15 partidos en los que no convirtió goles. Finalmente la U logró el bicampeonato al empatar 0-0 en el partido de ida contra Cobreloa y de ganar 3-0 la vuelta en Santiago. En la Copa Sudamericana 2011 sería uno de los artífices de la gran campaña azul que le valdría ser el campeón del torneo. En la competencia Díaz jugó los 12 partidos de su equipo, anotando el 26 de octubre de 2011 al Flamengo de Brasil por los octavos de final del torneo, siendo el único gol del partido.
Aunque el jugador recibió una oferta del club argentino Newell's Old Boys, Díaz decidió quedarse en la Universidad de Chile, para enfrentar la Copa Libertadores 2012.
En el Apertura 2012, en la segunda fecha del torneo, anotó de penal el tercer gol de su equipo el cual venció por 3-1 a Deportes La Serena.
El 29 de abril de 2012, en el Clásico del fútbol chileno, en el Estadio Nacional, Marcelo Díaz anota el 1-0 de tiro libre, en los minutos finales del primer tiempo. Finalmente el partido terminó con un marcador a favor de la 'U' 5-0 sobre Colo-Colo (los demás goles 'azules' fueron de Lichnovsky, Henríquez, y con dos tantos de Matías Rodríguez).
El 10 de mayo de 2012, la 'U' jugaba el partido de vuelta por los octavos de final de la Copa Libertadores contra Deportivo Quito, los hinchas azules homenajearon a Díaz antes del inicio del partido, debido a que cumplió 200 partidos con la casaquilla azul. Al finalizar el partido, con un aplastante 6-0, Marcelo fue elegido como la figura de dicho encuentro por los comentaristas de Fox Sports, gracias a su gran despliegue y por convertir el 3-0 en el minuto 35'.
El 24 de mayo de 2012, la Universidad de Chile jugaba el partido de vuelta por los cuartos de final ante Libertad de Paraguay, en el Estadio Nacional (en la ida el partido había terminado por 1-1, con gol de Gustavo Lorenzetti). La 'U' tenía un tiro libre a favor, y Marcelo era el encargado de patearlo; acomodó el balón, y lo pateó por abajo de la barrera guaraní, y terminó siendo gol. Pero Libertad logró el empate y llevó a la U hasta la tanda de penaltis. La tanda terminó 5-3 a favor de los azules (con goles de Aránguiz, Ruidíaz, Rodríguez, Lorenzetti y Díaz), y la Universidad de Chile se clasificó a las semifinales de la Copa Libertadores, donde enfrentó a Boca Juniors.
Durante y después del partido, Marcelo Díaz recibió elogios de diversos entrenadores, entre ellos el DT de Libertad, quien le dijo: «Díaz, sos un fenómeno», además del entrenador de Boca Juniors, Julio César Falcioni, quien remarcó: «Marcelo Díaz es clave, en el medio te maneja todo». Pero no todo fue bueno para Marcelo, ya que posteriormente fue parte de una polémica: Tras la clasificación de la 'U' a semifinales de Copa Libertadores 2012, en el camarín azul Marcelo subió a Twitter una foto dirigida a la UC), donde sostenía una pizarra con la frase: "Hijo, Podrás imitarnos ahora?". Además agregó: «Pal que le caiga...».
En los días posteriores, Marcelo aclaró que «fue porque se burló de nosotros» (en referencia a las mufas que habían recibido de parte de aquella fanaticada, luego de haberlos vencido por fase regular del Torneo de Apertura Chileno).
A fines del torneo de Apertura se confirmó su traspaso al FC Basel de Suiza, dejando la institución laica con más de 200 partidos jugados por el club.

### FC Basel (2012-2014)
Posteriormente al Torneo de Apertura 2012, y de haber logrado el tricampeonato con la camiseta de la Universidad de Chile, Marcelo Díaz ficha por el Basilea a cambio de 4,2 millones de dólares.
El 17 de julio de 2012 debutó con el equipo suizo en la UEFA Champions League contra el Flora Tallin, en el cual jugó los 90 minutos.
Marcó su primer gol con el Basilea de falta, el 24 de julio de 2012, al cerrar la goleada por 3-0 sobre el Flora en el encuentro de vuelta de la segunda ronda previa de la UEFA Champions League. El 11 de noviembre, Díaz anotó su primer gol en la Copa de Suiza 2012-13 frente al Chiasso en la goleada por 4-1 en los octavos de final. El 17 de febrero de 2013 anotó su primer gol en la Super Liga Suiza 2012/13 ante el Lausanne Sports, que terminó con victoria por 2-1. El 7 de marzo, el Basilea derrotó por 2-0 al Zenit San Petersburgo en los octavos de final de ida de la Europa League 2012-13, anotando Díaz el primer tanto. En la liga Díaz continuó siendo habitual en el equipo el resto de la temporada, anotando goles frente al Luzern el 1 de abril en la victoria por 0-4, el 21 de abril ante el Thun en el empate a 2 y el 5 de mayo en la victoria por 0-1 sobre el Sion. El 1 de junio, Díaz se coronó campeón de la Super Liga Suiza 2012/13 tras vencer al St. Gallen. También cumplieron buenas actuaciones en la UEFA Europa League 2013-13 donde llegaron hasta semifinales siendo eliminados por el Chelsea y en la Copa Suiza 2012-13 donde perdieron la final con el Grasshoppers.
Posteriormente consiguió con el club la Super Liga Suiza 2013/14.

### Hamburgo (2015)
En enero de 2015, Díaz ficha por el Hamburgo, equipo de la Bundesliga de Alemania, donde firmó un contrato hasta 2017.
El 1 de junio de 2015, Marcelo Díaz sería clave para evitar el descenso de categoría de su equipo al marcar un gol de falta al minuto 91' del partido de vuelta frente al Karlsruher en los play-offs de ascenso y descenso, gol con el que llegaron a la prórroga para luego ganar el partido y mantenerse en la primera división. Díaz fue considerado héroe en la ciudad por los aficionados de su equipo, y tras eso, el club puso a la venta dos camisetas conmemorativas del gol que marcó.
Tras salvar al Hamburgo del descenso, Díaz no es considerado por el técnico, el cual lo hace jugar poco, con esto Díaz pide su salida del club, tras esta noticia equipos como Newells Old Boys de Argentina, Universidad de Chile, Werder Bremen, Newcastle United y Celta de Vigo se interesaron en los servicios del denominado "Xavi Chileno".

### Celta de Vigo (2016-2017)
Finalmente el cuadro español obtiene el fichaje del chileno, siendo presentado el 17 de enero de 2016 como nuevo mediocampista del Celta de Vigo, llegando como reemplazante del argentino Augusto Fernández a cambio de 2,5 millones de dólares. A finales de la temporada 2015-2016 logra la clasificación junto al equipo español a la Liga Europe de la UEFA 2016-17. Por la segunda fecha de fase de grupos en el cotejo del Celta vs Panathinaikos, donde los españoles ganaron 2 a 0, el popular "Carepato" fue elegido el mejor jugador del partido.
El 22 de diciembre de 2016, el jugador marca su primer gol oficial por el Celta de Vigo ante el UCAM Murcia desde el tiro libre.
El 25 de enero de 2017 el Celta de Vigo elimina al Real Madrid por un global 4-3 en los cuartos de final de la Copa del Rey con Díaz como una de las grandes Figuras con Iago Aspas. El 17 de agosto de 2017 se anuncia su salida del club.

### Club Universidad Nacional (2017- 2018)
El 17 de agosto de 2017 se confirma su incorporación a los Pumas de la UNAM de México, club donde destacó participando en 33 encuentros y marcó 4 goles.

### Racing Club (2018-2021)
El miércoles 7 de julio, es transferido al Racing Club, a cambio 2.500.000 dólares por el 100% del pase, firmando contrato por 3 años hasta junio de 2021.
Su debut fue ante Patronato en la goleada 3-0 de la Academia jugando en un alto nivel, se especulaba que sería titular frente a River Plate en la Copa Libertadores pero Eduardo Coudet no lo incluyó en el equipo titular y tampoco lo metió en el segundo tiempo. Jugó su segundo partido en Racing contra Rosario Central en la victoria 2-0 siendo la figura del partido junto a Lisandro López, y a partir de ahí fue titular indiscutido del equipo hasta el final del campeonato.
El 31 de marzo de 2019, salió campeón de la Superliga Argentina con Racing luego de 5 años, siendo pieza fundamental en todo el torneo. El 14 de diciembre obtuvo el Trofeo de Campeones de la Superliga 2018-19 al vencer al equipo de Tigre, siendo este su segundo título en el club argentino
De igual modo, Díaz es recordado por haber marcado el gol del triunfo (minuto 86) del clásico de Avellaneda del 9 de febrero de 2020, donde la Academia jugó todo el segundo tiempo con dos futbolistas menos por expulsión, venciendo 1-0 a Independiente.
En 2021, el volante finalmente rechazó la última oferta de contrato de Racing y así quedó libre el 30 de junio. Rubén Capria no pudo llevar a buen puerto las negociaciones y el 'Chelo' siguió su carrera en otro equipo.

### Club Libertad de Paraguay (2021-2022)
El futbolista chileno de 34 años continuó su carrera en Libertad de Paraguay, club donde no logró tener continuidad, pero fue parte de una importante campaña donde el equipo llegó a semifinales en la Copa Sudamericana 2021.

### Audax Italiano (2023)
En enero de 2023 se concretó el regreso de Díaz al fútbol chileno, siendo anunciado como nuevo refuerzo de Audax Italiano. Con el conjunto itálico fue titular prácticamente todo el año, logrando una importante participación en la Copa Sudamericana, alcanzando la fase de playoffs de octavos de final, superando previamente a importantes clubes, entre ellos el Santos de Brasil. No obstante, en el plano local el equipo tuvo opacas actuaciones que lo ubicaron en el puesto 13 de la tabla de posiciones.

### Universidad de Chile (2024)
El 25 de diciembre de 2023, Universidad de Chile oficializó el regreso de Díaz al club, a 11 años de su partida al fútbol extranjero.

## Selección nacional

### Selecciones menores
A pesar de no ser considerado en enero de 2005 para jugar el Sudamericano Sub-20 en Colombia clasificatorio al Mundial de Holanda 2005 por la selección chilena Sub-20, es considerado por el seleccionador José Sulantay para jugar el Mundial Juvenil de 2005 en Holanda, donde estuvo entre los 21 convocados, aunque en este torneo no jugó ningún partido. Su selección llegó hasta octavos de final, donde fueron eliminados por el anfitrión Holanda.
En 2008 fue parte de la gira por Oceanía de la Selección chilena Sub-23. En el partido contra la Selección Olímpica de Nueva Zelanda, Díaz anotó un gol en la victoria por 2-1.

#### Participaciones en Copas del Mundo
| Mundial                               | Sede         | Resultado        | PJ | Goles |
| ------------------------------------- | ------------ | ---------------- | -- | ----- |
| Copa Mundial de Fútbol Sub-20 de 2005 | Países Bajos | Octavos de final | 0  | 0     |

### Selección adulta

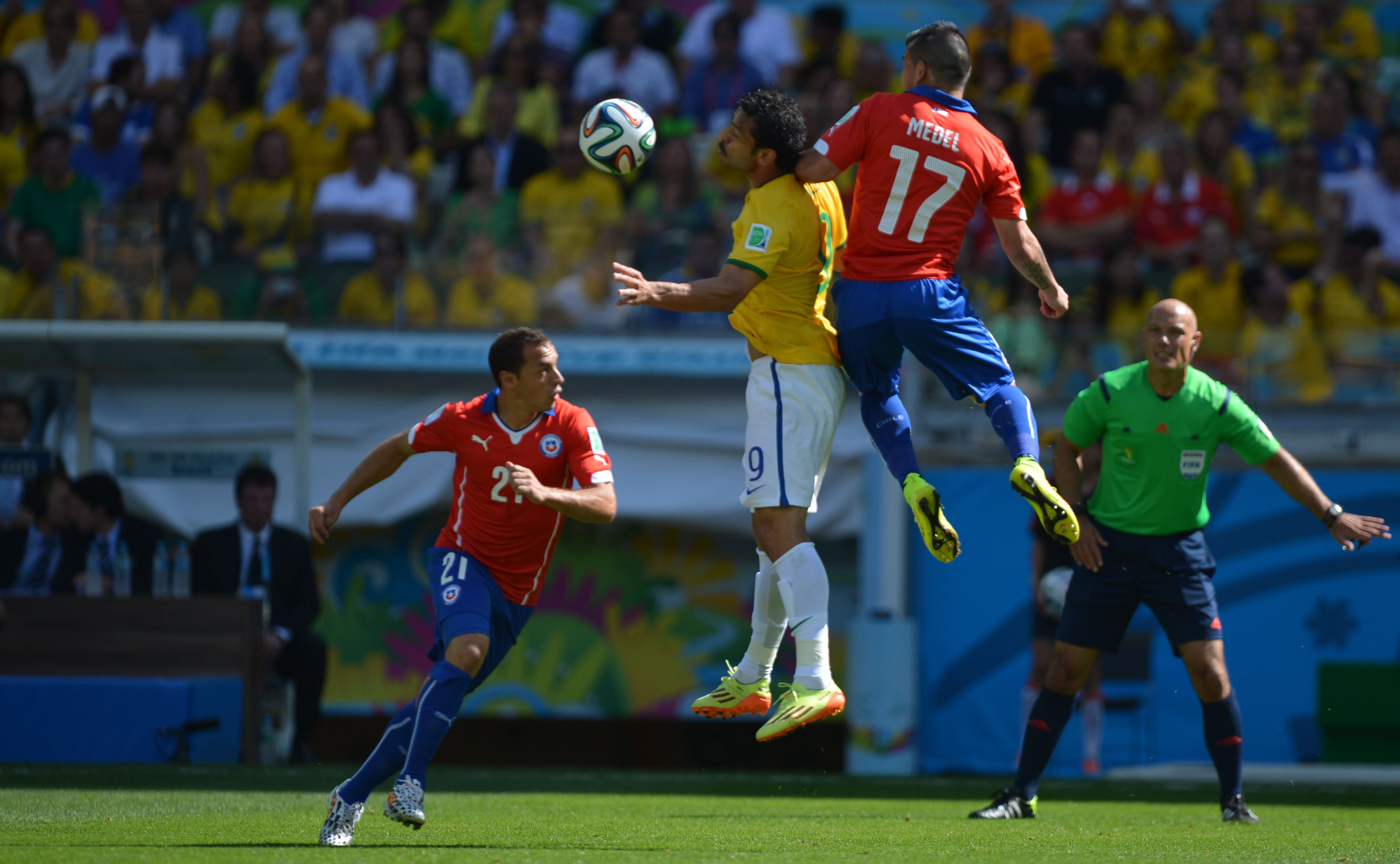
Marcelo Díaz en Octavos de final contra en la Copa Mundial de Fútbol de 2014.

Tras anunciarse el regreso de la Copa del Pacífico, el seleccionador de la selección chilena Claudio Borghi, entrega la nómina para los partidos de ida y vuelta y en ambos partidos fue convocado Díaz por sus buenas actuaciones en la 'U'. En el partido de ida (en el Estadio Carlos Dittborn, de Arica) Chile derrotó a Perú por 3-1 con Díaz como figura ya que en el primer gol asistió a Esteban Paredes al minuto 6 y el segundo también nació de sus pies ya que tras un tiro libre de él al minuto 43 y tras una serie de rebotes en el área peruana, Enzo Roco solo tuvo que empujarla para marcar el 2:0 parcial. En el partido de vuelta disputado en el Estadio Jorge Basadre de Tacna, Chile volvió a ganar, pero ahora por 3-0 consagrándose campeón del torneo amistoso por un claro 6:1 global (además en ambos partidos fue capitán, aunque en este fue capitán desde el minuto 1).

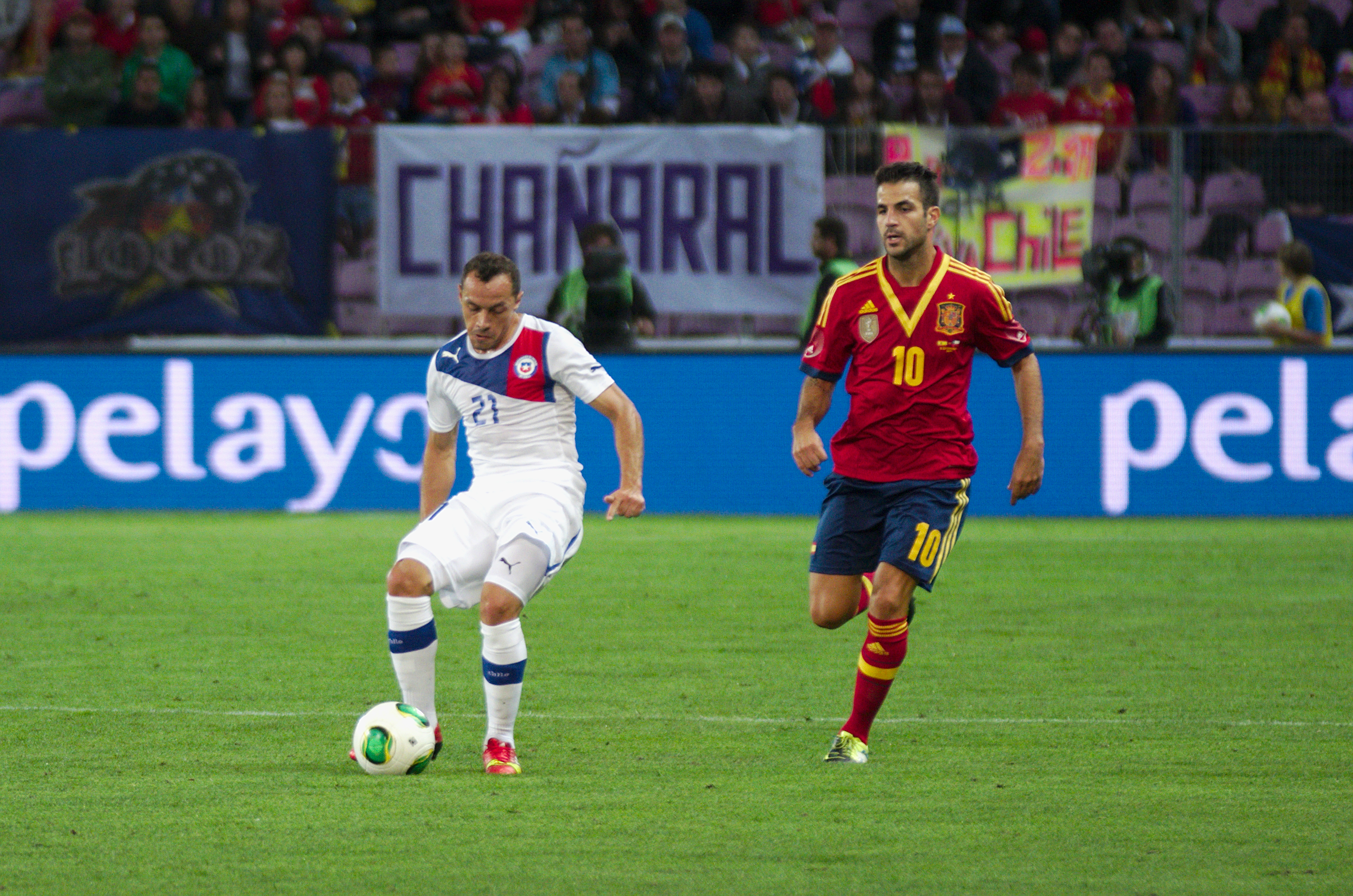
Marcelo Díaz y Cesc Fàbregas durante el amistoso España-Chile de septiembre de 2013.

El 9 de septiembre de 2013 jugaron un amistoso contra España en Ginebra (el cual concluyó 2 a 2) y Díaz fue importante ya que al minuto 44 asistió con un buen pase a Eduardo Vargas para que marcase el 2-1 parcial para los chilenos. Dos meses después, el 15 de noviembre del mismo año jugó los 90 minutos en el histórico triunfo 2-0 sobre Inglaterra en Wembley.
En 2013 el periódico español Marca escribió lo siguiente sobre el:
El 30 de mayo de 2014 "Carepato" anotó su primer gol por la selección chilena marcando el primer descuento del equipo en la victoria 3:2 sobre Egipto en el Estadio Nacional Julio Martínez Pradanos, luego salió al entretiempo por Eugenio Mena.
Tras haber sido marginado por Juan Antonio Pizzi luego de la derrota ante Bolivia en la fecha 16 de las clasificatorias rumbo a Rusia 2018 y posteriormente no ser considerado en los periodos de Reinaldo Rueda, Martín Lasarte y Eduardo Berizzo, el 31 de enero de 2025 Ricardo Gareca lo nominó para el partido amistoso ante Panama del 8 de febrero.

### Mundiales

#### Copa Mundial 2014
El 1 de junio de 2014, fue incluido en la nómina final por Jorge Sampaoli para disputar la Copa Mundial de Fútbol de 2014, celebrada en Brasil.
Debutaron en el Grupo B contra Australia en Cuiaba que terminó en triunfo chileno por 3-1 con anotaciones de Alexis Sánchez, Jorge Valdivia y Jean Beausejour. En el segundo partido se midieron contra los actuales campeones del mundo (en ese entonces) España en el Maracaná de Río de Janeiro, donde lograron eliminar a los españoles y clasificarse a segunda fase con un histórico triunfo 2-0 con anotaciones de Eduardo Vargas y Charles Aránguiz, Díaz al igual que todo el equipo jugó un gran partido distribuyendo el balón en el mediocampo. En el último partido del grupo y también para definir al líder cayeron 2-0 contra Holanda en Sao Paulo culminando segundos el Grupo B con 6 puntos detrás de los holandeses.
En los octavos de final se midieron ante el anfitrión y su bestia negra en mundiales, Brasil en el Estadio Mineirao de Belo Horizonte, los brasileños empezaron abriendo la cuenta al minuto 18 tras un gol de cabeza de David Luiz tras un córner, 14 minutos después los chilenos lograron empatar gracias a Alexis Sánchez, terminaron los 90 minutos y ambas escuadras finalizaron 1-1, se fueron a un tiempo suplementario y nuevamente terminaron igualados a 1 gol por lo que tuvieron que irse a penales, Díaz fue el cuarto pateador chileno anotando su tiro y dejando las cosas 2-2, Neymar pateó el quinto tiro brasileño y no falló dejando las cosas 3-2 a favor del local dejando toda la presión a Gonzalo Jara quien estrelló su disparó en el travesaño y por ende Brasil pasó a cuartos de final por un estrecho 3-2 en lanzamientos penales.
Díaz jugó los 4 partidos de Chile en el Mundial de Brasil 2014, todos como titular, jugando 390 minutos (todos los que disputó Chile en aquel mundial) y siendo uno de los mejores de Chile.

### Copas América

#### Copa América 2015

Marcelo Díaz conformó la alineación de que le dio su primer título oficial en 99 años tras ganarle en penales a la Final de la Copa América 2015.

El 31 de mayo de 2015, fue incluido en la nómina final por Jorge Sampaoli para disputar la Copa América 2015, celebrada en Chile.
Debutaron contra Ecuador en el partido inaugural de la Copa América 2015 en el Estadio Nacional Julio Martínez Pradanos comenzando con el pie derecho esta edición del torneo al vencer a los ecuatorianos por 2-0 con anotaciones de Arturo Vidal y Eduardo Vargas. En el siguiente partido igualaron 3-3 ante México y en la última fecha golearon por un claro 5-0 a Bolivia clasificándose a la siguiente fase como líderes del Grupo A con 7 puntos y 10 goles a favor. En los cuartos de final se midieron ante el campeón defensor Uruguay al cual lograron eliminar venciéndolos por la cuenta mínima con gol de Mauricio Isla al minuto 80 tras luchar una enormidad, Díaz fue titular y salió al minuto 71 por Matías Fernández. En semifinales se enfrentaron a Perú y los vencieron por un sufrido 2-1 con doblete de Eduardo Vargas para así clasificarse a la final de la Copa América luego de 28 años, Díaz fue titular saliendo en el entretiempo por David Pizarro.
El 4 de julio de 2015 jugaron la Final de la Copa América frente a la Argentina de Lionel Messi en un Estadio Nacional repletó, Díaz fue titular en aquella final jugando como liberó y teniendo una destacable actuación junto a Gary Medel y Francisco Silva en defensa, luego de 120 minutos muy disputados ambas escuadras igualaron 0-0 y tuvieron que definir el título en lanzamientos penales, en el tercer penal argentino Claudio Bravo le detuvo su disparó a Ever Banega dejando a Chile a un pasito del título y en el cuarto tiro chileno fue de Alexis Sánchez quien la picó (haciendo un penalti a lo panenka) sobre el costado derecho de Sergio Romero para que Chile levantase el primer título continental de su historia derrotando a los argentinos por 4-1.
Marcelo Díaz fue titular absoluto en los seis partidos que jugó Chile en la Copa América 2015, destacando como una de las figuras del certamen, siendo escogido parte del Equipo Ideal de la Copa América 2015 y jugando 487 minutos en el primer título en la historia de Chile.

#### Copa América Centenario

Marcelo Díaz conformó la alineación que consagró a por primera vez como Bicampeón de América tras vencer nuevamente en penales a por la Final de la Copa América Centenario.

El 16 de mayo de 2016, fue incluido en la nómina final por Juan Antonio Pizzi para disputar la Copa América Centenario, celebrada en Estados Unidos.
No tuvieron un buen debut a diferencia de la Copa América pasada y cayeron por 2-1 contra Argentina con Díaz jugando un bajo partido al igual que todo el equipo equipo, debido a esto fue suplente en el segundo duelo contra Bolivia que ganaron por un sufrido 2-1 con doblete de Arturo Vidal. Volvió a la titularidad en el último partido contra Panamá el cual ganaron 4-2 con dobletes de Alexis Sánchez y Eduardo Vargas y así se clasificaron a la segunda fase del torneo como segundos con 6 puntos detrás de los argentinos. En los cuartos de final se midieron contra México y los golearon por un histórico 7-0 en el Levi's Stadium, Díaz ayudó en el primer gol, ya que tras un potente remate de él, el meta mexicano Guillermo Ochoa dejó rebote y Edson Puch solo tuvo que empujarla para marcar el primero de la noche californiana, Díaz salió lesionado al minuto 56' por Francisco Silva.
Debido a esta lesión se perdió las semifinales contra Colombia, las cuales ganaron 2-0 con anotaciones de Charles Aránguiz y José Pedro Fuenzalida en Chicago para meterse a una segunda final de Copa América consecutiva. Ya recuperado de su lesión, disputó la Final de la Copa Centenario nuevamente contra la Argentina de Messi, donde solo pudo jugar 28 minutos, ya que al minuto 16' bajo a Messi recibiendo amarilla, 12 minutos después volvió a bajar a Messi recibiendo doble amarilla y siendo expulsado, después en Argentina expulsarian a Rojo y la cuenta se nivelaria, al igual que en la final de 2015, terminaron igualados 0-0 tras 120 minutos de lucha y en definición a penales Chile se consagró Bicampeón de América tras el quinto penal ejecutado por Francisco Silva con el que ganaron la tanda por 4 a 2.
Marcelo Díaz jugó 4 de los 6 partidos de Chile en la Copa América Centenario, jugando 264 minutos y bajando bastante el nivel a diferencia de su gran Copa América 2015.

#### Copa Confederaciones 2017

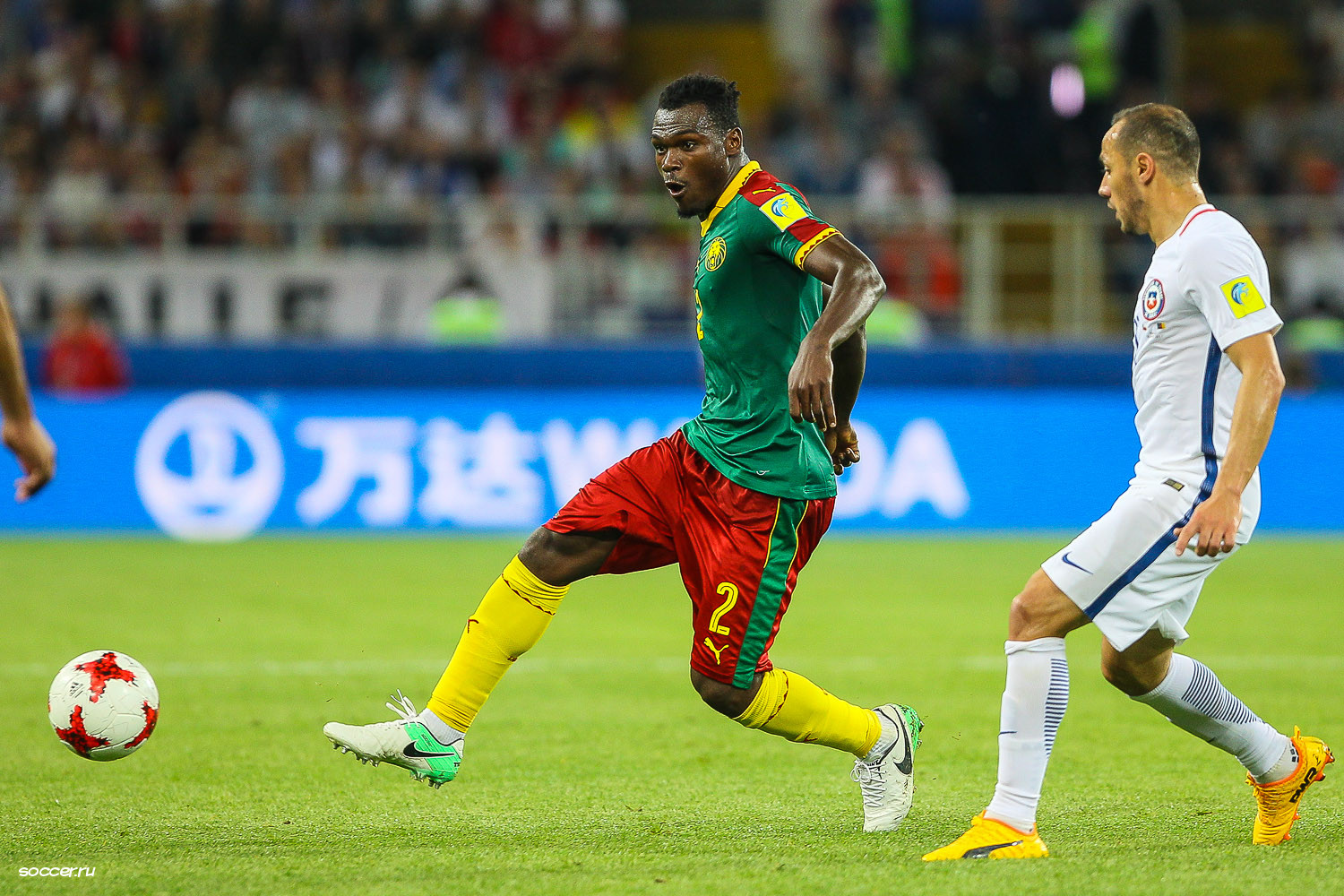
Marcelo Díaz durante la Copa Confederaciones 2017.

El 2 de junio de 2017, integró la nómina final de la selección chilena que disputaría la Copa Confederaciones 2017 celebrada en Rusia.
Debutaron contra Camerún por el Grupo B que acabó en triunfo chileno por 2-0 con goles de Arturo Vidal y Eduardo Vargas con Díaz de titular jugando todo el partido, en el segundo duelo enfrentaron a Alemania en el que terminaron igualados 1-1 con Díaz jugando como titular todo el encuentro, para el último encuentro de fase grupal contra Australia, "Chelo" fue alternativa e ingresó al minuto 82 por Eduardo Vargas en la igualdad 1-1 con los oceánicos y así clasificaron a la siguiente fase como segundos con 5 puntos detrás de los alemanes.
En las semifinales se midieron ante el actual campeón de la Eurocopa Portugal, terminaron igualados 0-0 después de 120 minutos muy reñidos y tuvieron que irse a penales donde Chile eliminó a los lusos por 3-0 con notable actuación de Claudio Bravo quien atajó los 3 penales portugueses, Díaz jugó los 120 minutos y no tuvo un buen partido ya que fue constantemente marcador por los volantes portugueses. En la Final se midieron contra los actuales campeones del mundo (en ese entonces) Alemania en el Estadio Krestovski de San Petersburgo en la que Marcelo fue protagonista ya que al minuto 20 recibió la pelota a la entrada del área propia, se dio vuelta hacia la izquierda, se puso indeciso debido a la presión del cuadro alemán, Timo Werner se la quitó y tocó para Lars Stindl que quedó solo y mandó el balón al fondo del arco para anotar el único gol del partido, Díaz de bajísimo partido salió al minuto 53 por Leonardo Valencia.
Marcelo Díaz jugó los 5 partidos de Chile en la Copa Confederaciones 2017, 4 de titular, jugando 362 minutos y yendo de más a menos.

### Clasificatorias

#### Clasificatorias Brasil 2014

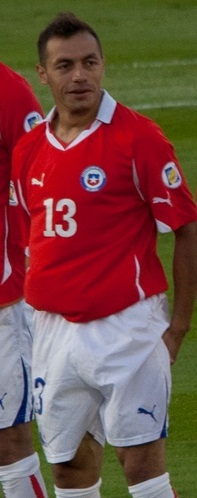
Díaz previo a su partido debut por la selección chilena contra en noviembre de 2011.

Seis años después de su participación en el Mundial Sub-20 de Holanda 2005, Díaz fue llamado por primera vez a la selección adulta el 27 de octubre de 2011 de la mano de Claudio Borghi (tras su tremendo nivel en Universidad de Chile) para disputar la tercera y cuarta fecha de las Clasificatorias Sudamericanas para Brasil 2014 en lugar de Carlos Carmona, quien fue marginado de la selección tras su participación en el polémico "Bautizazo". En el primer partido el 11 de noviembre de 2011, como visita contra Uruguay en el Estadio Centenario debutó en la selección adulta y no tuvo una gran actuación, la selección chilena cayó por un estrepitoso 4-0 y fue reemplazado por Milovan Mirosevic en el minuto 61, por lo que fue suplente frente a Paraguay, donde Chile ganó de local por 2-0 en el Estadio Nacional.
El 4 de mayo de 2012, Marcelo fue convocado en la lista de 25 jugadores para los duelos clasificatorios contra Bolivia y Venezuela. En el primero de estos duelos, el 2 de junio de 2012, ante Bolivia, La Roja ganó en La Paz por 2-0 por la quinta fecha (al igual que en las clasificatorias pasadas), con goles de Charles Aránguiz y de Arturo Vidal. En el segundo encuentro disputado el 6 de junio, Chile ganó de visita por 2-0 con goles de Matías Fernández y Charles Aránguiz, con Díaz cumpliendo una buena actuación y a la vez Chile era líder de clasificatorias por primera vez en su historia con 12 puntos. En la octava y novena fecha cayeron por 3-1 ante Colombia y Ecuador en Santiago y Quito respectivamente, luego en la décima fecha cayeron nuevamente por 1-2 contra Argentina, duelo en el que Díaz recibió amarilla al minuto 56 y quedó suspendido para el duelo contra Perú por la Fecha 11. Debido a estos malos resultados y sumado a una derrota 3-1 contra Serbia en Europa, en noviembre de 2012 fue despedido Claudio Borghi.
Así es como la ANFP anunció la llegada de Jorge Sampaoli para 2013 con el que Díaz se convirtió en un jugador prácticamente inamovible en el esquema titular. En aquel año, Díaz fue artífice de la clasificación al Mundial de Brasil 2014, tras quedar inhabilitado para el duelo contra Perú en Lima (derrota 1-0) por la Fecha 11, volvió para la decimosegunda fecha contra Uruguay de local en la cual ganaron 2-0 con anotaciones de Esteban Paredes y Eduardo Vargas con Díaz jugando los 90 minutos, para la siguiente fecha vencieron 2-1 a Paraguay con Díaz asistiendo a Eduardo Vargas al minuto 41 para que marcase un golazo desde fuera del área y a la vez el primero de la tarde. En las siguientes 2 fechas vencieron a Bolivia y Venezuela de local por 3-1 y 3-0 respectivamente con Díaz jugando los 90 minutos en ambos encuentros y jugando a un gran nivel. Para el partido por la Fecha 17 contra Colombia en Barranquilla, Díaz se lesionó días previos al duelo contra los colombianos y terminaron empatados 3-3 en un duelo en el que se notó su ausencia en el mediocampo ya que sus reemplazantes, Carlos Carmona (expulsado) y Francisco Silva (cometió un penal) no estuvieron a la altura. En la última fecha enfrentaron a Ecuador en el Estadio Nacional Julio Martínez Pradanos y lograron clasificarse al mundial en el tercer lugar tras vencerlos por 2-1 con anotaciones de Alexis Sánchez y Gary Medel con Marcelo Díaz ya recuperado de su lesión y jugando todo el encuentro.
Marcelo Díaz fue de los jugadores que más partidos disputó en las Clasificatorias Brasil 2014 con 11 encuentros, todos como titular y jugando 961 minutos en la clasificación de Chile al Mundial. Como dato, en todos los partidos clasificatorios que jugó Díaz en 2013, Chile ganó.

#### Clasificatorias Rusia 2018
Debutaron en las Clasificatorias Rusia 2018 contra Brasil en el Estadio Nacional que acabó en triunfo chileno por 2-0 con goles de Eduardo Vargas y Alexis Sánchez, mientras tanto Díaz jugó un buen partido siendo el motor del mediocampo nacional, recibiendo amarilla al minuto 58 por fuerte falta sobre Willian y saliendo al minuto 83 por Christian Vilches, así Chile volvía a vencer a los brasileños luego de 15 años. Luego en la segunda fecha vencieron 4-3 a Perú en Lima con dobletes de Alexis y Vargas, aunque Díaz recibió amarilla en ese partido que sumada a la anterior quedó suspendido para el duelo contra Colombia (empate 1-1). Regresó para la cuarta fecha contra Uruguay en la que cayeron estrepitosamente por 3-0 en Montevideo en el último partido de la "Era Sampaoli".
En la quinta fecha se midieron contra Argentina de local y cayeron por 1-2 en el primer partido de Juan Antonio Pizzi al mando de la selección chilena donde Díaz salió lesionado al minuto 21 por Bryan Rabello quedando descartado para el duelo contra Venezuela por la sexta fecha. También debido a una dolencia en el muslo derecho quedó descartado para la doble fecha contra Paraguay y Bolivia en septiembre de 2016. Regresó para la novena fecha contra Ecuador en Quito, donde cayeron por un claro 3-0 sumando su 3° partido consecutivo sin ganar. Volvieron al triunfo en la décima fecha en el triunfo 2-1 de local sobre Perú con doblete de Arturo Vidal y con Díaz jugando los 90 minutos. En la Fecha 12 fue clave para el triunfo 3-1 contra Uruguay en el Estadio Nacional a pesar de haber cometido un error en el gol uruguayo, logró reivindicarse al minuto 75 tras dar un pase largo a Alexis Sánchez para que este convirtiera el 3-1 final.
En marzo de 2017 sufrió una lesión en la rodilla derecha con su equipo Celta de Vigo que lo dejó fuera de la doble fecha clasificatoria contra Argentina y Venezuela. Ya recuperado de su lesión, regresó para la doble fecha de agosto/septiembre 2017 contra Paraguay de local y Bolivia de visita, en el primer partido cayeron por un claro 0-3 contra los paraguayos en el Estadio Monumental, y en el segundo cayeron por 1-0 contra Bolivia en La Paz complicando sus aspiraciones de clasificar a un tercer mundial consecutivo, en aquel duelo Marcelo cometió un error clave tras una mano dentro del área, se cobró penal a favor de los bolivianos y Juan Carlos Arce anotó el único gol del partido. Debido a esto y su bajo nivel en la final de la Copa Confederaciones 2017 no fue convocado para la última doble fecha contra Ecuador y Brasil, donde quedaron fuera del Mundial tras perder 3-0 contra este último.
Marcelo Díaz jugó 10 partidos por Chile en las Clasificatorias Rusia 2018, aportando 2 asistencias en los 725 minutos que estuvo en cancha y también marcando por algunos errores claves que cometió y muchas lesiones e irregularidad sufrida durante las Clasificatorias.

#### Participaciones en Clasificatorias a Copas del Mundo
| Eliminatorias                     | País                              | Resultado                         | Posición                          | Partidos | Goles | Asis. |
| --------------------------------- | --------------------------------- | --------------------------------- | --------------------------------- | -------- | ----- | ----- |
| Eliminatorias Brasil 2014         | Brasil                            | Clasificado                       | 3° lugar                          | 11       | 0     | 1     |
| Eliminatorias Rusia 2018          | Rusia                             | Eliminado                         | 6.º lugar                         | 10       | 0     | 2     |
| Total en procesos clasificatorios | Total en procesos clasificatorios | Total en procesos clasificatorios | Total en procesos clasificatorios | 21       | 0     | 3     |

#### Participaciones en Copas del Mundo
| Mundial                        | Sede   | Resultado        | PJ | Goles | Asis. |
| ------------------------------ | ------ | ---------------- | -- | ----- | ----- |
| Copa Mundial de Fútbol de 2014 | Brasil | Octavos de final | 4  | 0     | 0     |

#### Participaciones en Copas FIFA Confederaciones
| Copa                           | Sede  | Resultado  | PJ | Goles | Asis. |
| ------------------------------ | ----- | ---------- | -- | ----- | ----- |
| Copa FIFA Confederaciones 2017 | Rusia | Subcampeón | 5  | 0     | 0     |

#### Participaciones en Copa América
| Copa                    | Sede                   | Resultado              | PJ | Goles | Asis. |
| ----------------------- | ---------------------- | ---------------------- | -- | ----- | ----- |
| Copa América 2015       | Chile                  | Campeón                | 6  | 0     | 0     |
| Copa América Centenario | Estados Unidos         | Campeón                | 4  | 0     | 0     |
| Total en Copas América  | Total en Copas América | Total en Copas América | 10 | 0     | 0     |

### Partidos internacionales
Actualizado hasta el 5 de septiembre de 2017.
| Partidos internacionales | Partidos internacionales | Partidos internacionales                  | Partidos internacionales | Partidos internacionales | Partidos internacionales | Partidos internacionales | Partidos internacionales | Partidos internacionales      | Partidos internacionales | Partidos internacionales       |
| N.º                      | Fecha                    | Estadio                                   | Local                    | Resultado                | Visitante                | Goles                    | Asistencias              | Cambio                        | Tarjeta                  | Competición                    |
| ------------------------ | ------------------------ | ----------------------------------------- | ------------------------ | ------------------------ | ------------------------ | ------------------------ | ------------------------ | ----------------------------- | ------------------------ | ------------------------------ |
| 1                        | 11 de noviembre de 2011  | Centenario, Montevideo, Uruguay           | Uruguay                  | 4-0                      | Chile                    |                          |                          | 61' por Milovan Mirosevic     |                          | Clasificatorias a Brasil 2014  |
| 2                        | 29 de febrero de 2012    | PPL Park, Chester, EEUU                   | Chile                    | 1-1                      | Ghana                    |                          |                          |                               |                          | Amistoso                       |
| 3                        | 21 de marzo de 2012      | Carlos Dittborn, Arica, Chile             | Chile                    | 3-1                      | Perú                     |                          | 6' a Esteban Paredes     |                               | Capitán                  | Copa del Pacífico 2012         |
| 4                        | 11 de abril de 2012      | Jorge Basadre, Tacna, Perú                | Perú                     | 0-3                      | Chile                    |                          |                          |                               | Capitán                  | Copa del Pacífico 2012         |
| 5                        | 2 de junio de 2012       | Hernando Siles, La Paz, Bolivia           | Bolivia                  | 0-2                      | Chile                    |                          |                          |                               |                          | Clasificatorias a Brasil 2014  |
| 6                        | 9 de junio de 2012       | Olímpico, Puerto La Cruz, Venezuela       | Venezuela                | 0-2                      | Chile                    |                          |                          |                               |                          | Clasificatorias a Brasil 2014  |
| 7                        | 11 de septiembre de 2012 | Monumental, Santiago, Chile               | Chile                    | 1-3                      | Colombia                 |                          |                          |                               | 78'                      | Clasificatorias a Brasil 2014  |
| 8                        | 12 de octubre de 2012    | Olímpico Atahualpa, Quito, Ecuador        | Ecuador                  | 3-1                      | Chile                    |                          |                          |                               |                          | Clasificatorias a Brasil 2014  |
| 9                        | 16 de octubre de 2012    | Nacional, Santiago, Chile                 | Chile                    | 1-2                      | Argentina                |                          |                          |                               | 56'                      | Clasificatorias a Brasil 2014  |
| 10                       | 6 de febrero de 2013     | Vicente Calderón, Madrid, España          | Chile                    | 2-1                      | Egipto                   |                          |                          | 46' por Bryan Rabello         |                          | Amistoso                       |
| 11                       | 26 de marzo de 2013      | Nacional, Santiago, Chile                 | Chile                    | 2-0                      | Uruguay                  |                          |                          |                               | 70'                      | Clasificatorias a Brasil 2014  |
| 12                       | 7 de junio de 2013       | Defensores del Chaco, Asunción, Paraguay  | Paraguay                 | 1-2                      | Chile                    |                          | 41' a Eduardo Vargas     |                               |                          | Clasificatorias a Brasil 2014  |
| 13                       | 11 de junio de 2013      | Nacional, Santiago, Chile                 | Chile                    | 3-1                      | Bolivia                  |                          |                          |                               |                          | Clasificatorias a Brasil 2014  |
| 14                       | 14 de agosto de 2013     | Brøndby, Copenhague, Dinamarca            | Irak                     | 0-6                      | Chile                    |                          | 28' a Alexis Sánchez     | 72' por Carlos Carmona        |                          | Amistoso                       |
| 15                       | 6 de septiembre de 2013  | Nacional, Santiago, Chile                 | Chile                    | 3-0                      | Venezuela                |                          |                          |                               |                          | Clasificatorias a Brasil 2014  |
| 16                       | 10 de septiembre de 2013 | de Genève, Ginebra, Suiza                 | España                   | 2-2                      | Chile                    |                          | 44' a Eduardo Vargas     |                               |                          | Amistoso                       |
| 17                       | 15 de octubre de 2013    | Nacional, Santiago, Chile                 | Chile                    | 2-1                      | Ecuador                  |                          |                          |                               |                          | Clasificatorias a Brasil 2014  |
| 18                       | 15 de noviembre de 2013  | Wembley, Londres, Inglaterra              | Inglaterra               | 0-2                      | Chile                    |                          |                          |                               |                          | Amistoso                       |
| 19                       | 19 de noviembre de 2013  | Rogers Centre, Toronto, Canadá            | Brasil                   | 2-1                      | Chile                    |                          |                          | 8' por Jean Beausejour        |                          | Amistoso                       |
| 20                       | 30 de mayo de 2014       | Nacional, Santiago, Chile                 | Chile                    | 3-2                      | Egipto                   | 25'                      |                          | 46' por Eugenio Mena          |                          | Amistoso                       |
| 21                       | 4 de junio de 2014       | Elías Figueroa, Valparaíso, Chile         | Chile                    | 2-0                      | Irlanda del Norte        |                          |                          | 85' por Felipe Gutiérrez      | 47'                      | Amistoso                       |
| 22                       | 13 de junio de 2014      | Arena Pantanal, Cuiabá, Brasil            | Chile                    | 3-1                      | Australia                |                          |                          |                               |                          | Copa Mundial de Fútbol de 2014 |
| 23                       | 18 de junio de 2014      | Maracaná, Río de Janeiro, Brasil          | España                   | 0-2                      | Chile                    |                          |                          |                               |                          | Copa Mundial de Fútbol de 2014 |
| 24                       | 23 de junio de 2014      | Arena Corinthians, São Paulo, Brasil      | Países Bajos             | 2-0                      | Chile                    |                          |                          |                               |                          | Copa Mundial de Fútbol de 2014 |
| 25                       | 28 de junio de 2014      | Mineirão, Belo Horizonte, Brasil          | Brasil                   | 1-1 (t. s.) 3-2p         | Chile                    |                          |                          |                               |                          | Copa Mundial de Fútbol de 2014 |
| 26                       | 6 de septiembre de 2014  | Levi's, Santa Clara, EEUU                 | México                   | 0-0                      | Chile                    |                          |                          |                               |                          | Amistoso                       |
| 27                       | 9 de septiembre de 2014  | Lockhart, Fort Lauderdale, EEUU           | Chile                    | 1-0                      | Haití                    |                          |                          | 66' por Sebastián Martínez    |                          | Amistoso                       |
| 28                       | 10 de octubre de 2014    | Elías Figueroa, Valparaíso, Chile         | Chile                    | 3-0                      | Perú                     |                          |                          | 83' por Carlos Carmona        |                          | Amistoso                       |
| 29                       | 14 de octubre de 2014    | F. S. Rumoroso, Coquimbo, Chile           | Chile                    | 2-2                      | Bolivia                  |                          |                          | 87' por Pedro Pablo Hernández |                          | Amistoso                       |
| 30                       | 14 de noviembre de 2014  | CAP, Talcahuano, Chile                    | Chile                    | 5-0                      | Venezuela                |                          |                          | 80' por Carlos Carmona        |                          | Amistoso                       |
| 31                       | 18 de noviembre de 2014  | Monumental, Santiago, Chile               | Chile                    | 1-2                      | Uruguay                  |                          |                          | 88' por Rodrigo Millar        |                          | Amistoso                       |
| 32                       | 5 de junio de 2015       | El Teniente, Rancagua, Chile              | Chile                    | 1-0                      | El Salvador              |                          |                          | 81' por Miiko Albornoz        |                          | Amistoso                       |
| 33                       | 11 de junio de 2015      | Nacional, Santiago, Chile                 | Chile                    | 2-0                      | Ecuador                  |                          |                          |                               |                          | Copa América 2015              |
| 34                       | 15 de junio de 2015      | Nacional, Santiago, Chile                 | Chile                    | 3-3                      | México                   |                          |                          | 71' por Eugenio Mena          |                          | Copa América 2015              |
| 35                       | 19 de junio de 2015      | Nacional, Santiago, Chile                 | Chile                    | 5-0                      | Bolivia                  |                          |                          |                               |                          | Copa América 2015              |
| 36                       | 24 de junio de 2015      | Nacional, Santiago, Chile                 | Chile                    | 1-0                      | Uruguay                  |                          |                          | 71' por Matías Fernández      |                          | Copa América 2015              |
| 37                       | 29 de junio de 2015      | Nacional, Santiago, Chile                 | Chile                    | 2-1                      | Perú                     |                          |                          | 46' por David Pizarro         |                          | Copa América 2015              |
| 38                       | 4 de julio de 2015       | Nacional, Santiago, Chile                 | Chile                    | 0-0 (t. s.) 4-1p         | Argentina                |                          |                          |                               | 44'                      | Copa América 2015              |
| 39                       | 5 de septiembre de 2015  | Nacional, Santiago, Chile                 | Chile                    | 3-2                      | Paraguay                 |                          |                          |                               |                          | Amistoso                       |
| 40                       | 8 de octubre de 2015     | Nacional, Santiago, Chile                 | Chile                    | 2-0                      | Brasil                   |                          |                          | 82' por Christian Vilches     | 58'                      | Clasificatorias a Rusia 2018   |
| 41                       | 13 de octubre de 2015    | Nacional, Lima, Perú                      | Perú                     | 3-4                      | Chile                    |                          | 43' a Alexis Sánchez     | 53' por Francisco Silva       | 24'                      | Clasificatorias a Rusia 2018   |
| 42                       | 17 de noviembre de 2015  | Centenario, Montevideo, Uruguay           | Uruguay                  | 3-0                      | Chile                    |                          |                          |                               | 63'                      | Clasificatorias a Rusia 2018   |
| 43                       | 24 de marzo de 2016      | Nacional, Santiago, Chile                 | Chile                    | 1-2                      | Argentina                |                          |                          | 21' por Bryan Rabello         |                          | Clasificatorias a Rusia 2018   |
| 44                       | 1 de junio de 2016       | Qualcomm, San Diego, EEUU                 | México                   | 1-0                      | Chile                    |                          |                          | 64' por Francisco Silva       |                          | Amistoso                       |
| 45                       | 6 de junio de 2016       | Levi's, Santa Clara, EEUU                 | Argentina                | 2-1                      | Chile                    |                          |                          |                               |                          | Copa América Centenario        |
| 46                       | 14 de junio de 2016      | Lincoln Financial Field, Filadelfia, EEUU | Chile                    | 4-2                      | Panamá                   |                          |                          |                               |                          | Copa América Centenario        |
| 47                       | 18 de junio de 2016      | Levi's, Santa Clara, EEUU                 | México                   | 0-7                      | Chile                    |                          |                          | 57' por Francisco Silva       |                          | Copa América Centenario        |
| 48                       | 26 de junio de 2016      | MetLife, East Rutherford, EEUU            | Argentina                | 0-0 (t. s.) 2-4p         | Chile                    |                          |                          |                               | 16' · 28'                | Copa América Centenario        |
| 49                       | 6 de octubre de 2016     | Olímpico Atahualpa, Quito, Ecuador        | Ecuador                  | 3-0                      | Chile                    |                          |                          | 50' por Nicolás Castillo      |                          | Clasificatorias a Rusia 2018   |
| 50                       | 11 de octubre de 2016    | Nacional, Santiago, Chile                 | Chile                    | 2-1                      | Perú                     |                          |                          |                               |                          | Clasificatorias a Rusia 2018   |
| 51                       | 10 de noviembre de 2016  | Metropolitano, Barranquilla, Colombia     | Colombia                 | 0-0                      | Chile                    |                          |                          |                               |                          | Clasificatorias a Rusia 2018   |
| 52                       | 15 de noviembre de 2016  | Nacional, Santiago, Chile                 | Chile                    | 3-1                      | Uruguay                  |                          | 75' a Alexis Sánchez     |                               |                          | Clasificatorias a Rusia 2018   |
| 53                       | 2 de junio de 2017       | Nacional, Santiago, Chile                 | Chile                    | 3-0                      | Burkina Faso             |                          |                          | 54' por Pedro Hernández       |                          | Amistoso                       |
| 54                       | 13 de junio de 2017      | Cluj Arena, Cluj, Rumanía                 | Rumania                  | 3-2                      | Chile                    |                          |                          | 54' por Francisco Silva       |                          | Amistoso                       |
| 55                       | 18 de junio de 2017      | Otkrytie Arena, Moscú, Rusia              | Camerún                  | 0-2                      | Chile                    |                          |                          |                               |                          | Copa Confederaciones 2017      |
| 56                       | 22 de junio de 2017      | Kazán Arena, Kazán, Rusia                 | Alemania                 | 1-1                      | Chile                    |                          |                          |                               |                          | Copa Confederaciones 2017      |
| 57                       | 25 de junio de 2017      | Otkrytie Arena, Moscú, Rusia              | Chile                    | 1-1                      | Australia                |                          |                          | 82' por Eduardo Vargas        |                          | Copa Confederaciones 2017      |
| 58                       | 28 de junio de 2017      | Kazán Arena, Kazán, Rusia                 | Portugal                 | 0-0 (t. s.) 0-3p         | Chile                    |                          |                          |                               |                          | Copa Confederaciones 2017      |
| 59                       | 2 de julio de 2017       | Krestovski, San Petersburgo, Rusia        | Chile                    | 0-1                      | Alemania                 |                          |                          | 53' por Leonardo Valencia     |                          | Copa Confederaciones 2017      |
| 60                       | 31 de agosto de 2017     | Monumental, Santiago, Chile               | Chile                    | 0-3                      | Paraguay                 |                          |                          | 57' por Jorge Valdivia        |                          | Clasificatorias a Rusia 2018   |
| 61                       | 5 de septiembre de 2017  | Hernando Siles, La Paz, Bolivia           | Bolivia                  | 1-0                      | Chile                    |                          |                          | 65' por Jorge Valdivia        |                          | Clasificatorias a Rusia 2018   |
| 62                       | 8 de febrero de 2025     | Nacional, Santiago, Chile                 | Chile                    | 6-1                      | Panamá                   |                          |                          | 54' por Esteban Pavez         |                          | Amistoso                       |
| Total                    | Total                    | Total                                     | Presencias               | 62                       | Goles                    | 1                        | 6                        |                               |                          |                                |

| Selección chilena | Selección chilena | Selección chilena | Selección chilena |
| Año               | Partidos          | Goles             | Asis.             |
| ----------------- | ----------------- | ----------------- | ----------------- |
| 2011              | 1                 | 0                 | 0                 |
| 2012              | 8                 | 0                 | 1                 |
| 2013              | 10                | 0                 | 3                 |
| 2014              | 12                | 1                 | 0                 |
| 2015              | 11                | 0                 | 1                 |
| 2016              | 10                | 0                 | 1                 |
| 2017              | 9                 | 0                 | 0                 |
| 2025              | 1                 | 0                 | 0                 |
| Total             | 62                | 1                 | 6                 |

## Participaciones internacionales
| Club                         | Competencia              | Resultado                    |
| ---------------------------- | ------------------------ | ---------------------------- |
| Universidad de Chile · Chile | Copa Libertadores 2005   | Octavos de final             |
| Universidad de Chile · Chile | Copa Sudamericana 2005   | Primera Fase                 |
| Universidad de Chile · Chile | Copa Libertadores 2009   | Octavos de final             |
| Universidad de Chile · Chile | Copa Sudamericana 2009   | Cuartos de final             |
| Universidad de Chile · Chile | Copa Libertadores 2010   | Semifinal                    |
| Universidad de Chile · Chile | Copa Sudamericana 2011   | Campeón                      |
| Universidad de Chile · Chile | Copa Libertadores 2012   | Semifinal                    |
| FC Basel Suiza               | Champions League 2012-13 | Ronda de Play-Off            |
| FC Basel Suiza               | Europa League 2012-13    | Semifinal                    |
| FC Basel Suiza               | Champions League 2013-14 | Fase de grupos               |
| FC Basel Suiza               | Europa League 2013-14    | Cuartos de final             |
| FC Basel Suiza               | Champions League 2014-15 | Octavos de final             |
| Celta de Vigo España         | Europa League 2016-17    | Semifinal                    |
| Racing Club Argentina        | Copa Sudamericana 2019   | Primera Fase                 |
| Racing Club Argentina        | Copa Libertadores 2020   | Cuartos de final             |
| Racing Club Argentina        | Copa Libertadores 2021   | Octavos de final             |
| Libertad Paraguay            | Copa Sudamericana 2021   | Semifinal                    |
| Libertad Paraguay            | Copa Libertadores 2022   | Octavos de final             |
| Audax Italiano Chile         | Copa Sudamericana 2023   | Play-off de octavos de final |

| U. de Chile       | 1 | 0 | Pachuca                  | Santiago | Santa Laura     | 28 de enero de 2009   | Copa Libertadores 2009   | Anotado |
| U. de Chile       | 6 | 0 | Deportivo Quito          | Santiago | Nacional        | 10 de mayo de 2012    | Copa Libertadores 2012   | Anotado |
| U. de Chile       | 1 | 1 | Libertad                 | Santiago | Nacional        | 24 de mayo de 2012    | Copa Libertadores 2012   | Anotado |
| Copa Sudamericana |   |   |                          |          |                 |                       |                          |         |
| U. de Chile       | 1 | 0 | Flamengo                 | Santiago | Nacional        | 26 de octubre de 2011 | Copa Sudamericana 2011   | Anotado |
| Champions League  |   |   |                          |          |                 |                       |                          |         |
| Basel             | 3 | 0 | Flora Tallin             | Basilea  | St. Jakob Park  | 24 de julio de 2012   | Champions League 2012-13 | Anotado |
| Basel             | 3 | 3 | Maccabi Tel Aviv         | Jaffa    | Bloomfield      | 7 de agosto de 2013   | Champions League 2012-13 | Anotado |
| Basel             | 1 | 1 | Steaua de Bucarest       | Bucarest | Arena Națională | 22 de octubre de 2013 | Champions League 2012-13 | Anotado |
| Europa League     |   |   |                          |          |                 |                       |                          |         |
| Basel             | 2 | 0 | Zenit de San Petersburgo | Basilea  | St. Jakob Park  | 7 de marzo de 2013    | Europa League 2012-13    | Anotado |

## Estadísticas

### Clubes
| Club                         | Div.          | Temporada     | Liga  | Liga  | Liga   | Copas nacionales | Copas nacionales | Copas nacionales | Torneos internacionales | Torneos internacionales | Torneos internacionales | Total | Total | Total  |
| Club                         | Div.          | Temporada     | Part. | Goles | Asist. | Part.            | Goles            | Asist.           | Part.                   | Goles                   | Asist.                  | Part. | Goles | Asist. |
| ---------------------------- | ------------- | ------------- | ----- | ----- | ------ | ---------------- | ---------------- | ---------------- | ----------------------- | ----------------------- | ----------------------- | ----- | ----- | ------ |
| Universidad de Chile · Chile | 1.ª           | 2005          | 4     | 0     | 0      | —                | —                | —                | —                       | —                       | —                       | 4     | 0     | 0      |
| Universidad de Chile · Chile | 1.ª           | 2006          | 29    | 0     | 1      | —                | —                | —                | —                       | —                       | —                       | 29    | 0     | 1      |
| Universidad de Chile · Chile | 1.ª           | 2007          | 37    | 0     | 3      | —                | —                | —                | —                       | —                       | —                       | 37    | 0     | 3      |
| Universidad de Chile · Chile | 1.ª           | 2008          | 15    | 1     | 0      | 1                | 0                | 0                | —                       | —                       | —                       | 16    | 1     | 0      |
| Universidad de Chile · Chile | 1.ª           | 2009          | 23    | 0     | 1      | 1                | 0                | 0                | 13                      | 1                       | 0                       | 37    | 1     | 1      |
| Universidad de Chile · Chile | 1.ª           | 2010          | 5     | 0     | 1      | 2                | 0                | 0                | 2                       | 0                       | 0                       | 9     | 0     | 1      |
| Universidad de Chile · Chile | 1.ª           | 2011          | 32    | 1     | 1      | 5                | 0                | 1                | 11                      | 1                       | 2                       | 48    | 2     | 4      |
| Universidad de Chile · Chile | 1.ª           | 2012          | 18    | 2     | 6      | —                | —                | —                | 12                      | 2                       | 2                       | 30    | 4     | 8      |
| Deportes La Serena · Chile   | 1.ª           | 2010          | 13    | 5     | 0      | —                | —                | —                | —                       | —                       | —                       | 13    | 5     | 0      |
| Deportes La Serena · Chile   | Total club    | Total club    | 13    | 5     | 0      | 0                | 0                | 0                | 0                       | 0                       | 0                       | 13    | 5     | 0      |
| FC Basilea · Suiza           | 1.ª           | 2012-13       | 26    | 4     | 4      | 5                | 1                | 1                | 17                      | 2                       | 0                       | 48    | 7     | 5      |
| FC Basilea · Suiza           | 1.ª           | 2013-14       | 19    | 2     | 0      | 3                | 1                | 0                | 11                      | 2                       | 3                       | 33    | 5     | 3      |
| FC Basilea · Suiza           | 1.ª           | 2014-15       | 13    | 1     | 0      | 2                | 0                | 0                | 3                       | 0                       | 0                       | 18    | 1     | 0      |
| FC Basilea · Suiza           | Total club    | Total club    | 58    | 7     | 4      | 10               | 2                | 1                | 31                      | 4                       | 3                       | 99    | 13    | 8      |
| Hamburgo SV · Alemania       | 1.ª           | 2014-15       | 6     | 0     | 0      | 2                | 1                | 0                | —                       | —                       | —                       | 8     | 1     | 0      |
| Hamburgo SV · Alemania       | 1.ª           | 2015-16       | 11    | 0     | 0      | 1                | 0                | 0                | —                       | —                       | —                       | 12    | 0     | 0      |
| Hamburgo SV · Alemania       | Total club    | Total club    | 17    | 0     | 0      | 3                | 1                | 0                | 0                       | 0                       | 0                       | 20    | 1     | 0      |
| Celta de Vigo · España       | 1.ª           | 2015-16       | 14    | 0     | 1      | 2                | 0                | 0                | —                       | —                       | —                       | 16    | 0     | 1      |
| Celta de Vigo · España       | 1.ª           | 2016-17       | 26    | 1     | 2      | 8                | 1                | 0                | 5                       | 0                       | 0                       | 39    | 2     | 2      |
| Celta de Vigo · España       | Total club    | Total club    | 40    | 1     | 3      | 10               | 1                | 0                | 5                       | 0                       | 0                       | 55    | 2     | 3      |
| Pumas UNAM · México          | 1.ª           | 2017-18       | 30    | 3     | 1      | 1                | 0                | 0                | —                       | —                       | —                       | 31    | 3     | 1      |
| Pumas UNAM · México          | 1.ª           | 2018          | 1     | 0     | 0      | 1                | 1                | 0                | —                       | —                       | —                       | 2     | 1     | 0      |
| Pumas UNAM · México          | Total club    | Total club    | 31    | 3     | 1      | 2                | 1                | 0                | 0                       | 0                       | 0                       | 33    | 4     | 1      |
| Racing Club Argentina        | 1.ª           | 2018-19       | 19    | 0     | 0      | 3                | 0                | 0                | 1                       | 0                       | 0                       | 23    | 0     | 0      |
| Racing Club Argentina        | 1.ª           | 2019-20       | 16    | 1     | 0      | 2                | 0                | 0                | 4                       | 0                       | 0                       | 22    | 1     | 0      |
| Racing Club Argentina        | 1.ª           | 2020          | —     | —     | —      | 1                | 0                | 0                | —                       | —                       | —                       | 1     | 0     | 0      |
| Racing Club Argentina        | Total club    | Total club    | 35    | 1     | 0      | 6                | 0                | 0                | 5                       | 0                       | 0                       | 46    | 1     | 0      |
| Club Libertad Paraguay       | 1.ª           | 2021          | 1     | 0     | 0      | —                | —                | —                | 2                       | 0                       | 0                       | 3     | 0     | 0      |
| Club Libertad Paraguay       | 1.ª           | 2022          | 20    | 0     | 0      | 2                | 0                | 0                | 2                       | 0                       | 1                       | 24    | 0     | 1      |
| Club Libertad Paraguay       | Total club    | Total club    | 21    | 0     | 0      | 2                | 0                | 0                | 4                       | 0                       | 1                       | 27    | 0     | 1      |
| Audax Italiano · Chile       | 1.ª           | 2023          | 20    | 0     | 1      | —                | —                | —                | 8                       | 0                       | 0                       | 28    | 0     | 1      |
| Audax Italiano · Chile       | Total club    | Total club    | 20    | 0     | 1      | 0                | 0                | 0                | 8                       | 0                       | 0                       | 28    | 0     | 0      |
| Universidad de Chile · Chile | 1.ª           | 2024          | 29    | 0     | 1      | 4                | 0                | 0                | —                       | —                       | —                       | 33    | 0     | 1      |
| Universidad de Chile · Chile | 1.ª           | 2025          | 15    | 0     | 0      | 6                | 0                | 0                | 9                       | 0                       | 0                       | 30    | 0     | 0      |
| Universidad de Chile · Chile | Total club    | Total club    | 207   | 4     | 14     | 19               | 0                | 1                | 47                      | 4                       | 4                       | 273   | 8     | 19     |
| Total carrera                | Total carrera | Total carrera | 442   | 21    | 23     | 52               | 5                | 1                | 100                     | 8                       | 8                       | 594   | 34    | 32     |
| 1. 2. 3.                     |               |               |       |       |        |                  |                  |                  |                         |                         |                         |       |       |        |

### Selecciones
| Selección | Temporada     | Amistosos | Amistosos | Amistosos | Sudamérica(1) | Sudamérica(1) | Sudamérica(1) | Mundial(2) | Mundial(2) | Mundial(2) | Total | Total | Total  |
| Selección | Temporada     | Part.     | Goles     | Asist.    | Part.         | Goles         | Asist.        | Part.      | Goles      | Asist.     | Part. | Goles | Asist. |
| --- | ------------- | --------- | --------- | --------- | ------------- | ------------- | ------------- | ---------- | ---------- | ---------- | ----- | ----- | ------ |
| Sub-23 · Chile | 2008          | 4         | 1         | 1         | —             | —             | —             | —          | —          | —          | 4     | 1     | 1      |
| Sub-23 · Chile | Total         | 4         | 1         | 1         | 0             | 0             | 0             | 0          | 0          | 0          | 4     | 1     | 1      |
| Absoluta · Chile | 2011          | —         | —         | —         | 1             | 0             | 0             | —          | —          | —          | 1     | 0     | 0      |
| Absoluta · Chile | 2012          | 3         | 0         | 1         | 5             | 0             | 0             | —          | —          | —          | 8     | 0     | 1      |
| Absoluta · Chile | 2013          | 5         | 0         | 2         | 5             | 0             | 1             | —          | —          | —          | 10    | 0     | 3      |
| Absoluta · Chile | 2014          | 8         | 1         | 1         | —             | —             | —             | 4          | 0          | 0          | 12    | 1     | 1      |
| Absoluta · Chile | 2015          | 2         | 0         | 0         | 9             | 0             | 1             | —          | —          | —          | 11    | 0     | 1      |
| Absoluta · Chile | 2016          | 1         | 0         | 0         | 9             | 0             | 1             | —          | —          | —          | 10    | 0     | 1      |
| Absoluta · Chile | 2017          | 2         | 0         | 0         | 2             | 0             | 0             | 5          | 0          | 0          | 9     | 0     | 0      |
| Absoluta · Chile | 2025          | 1         | 0         | 0         | 0             | 0             | 0             | 0          | 0          | 0          | 1     | 0     | 0      |
| Absoluta · Chile | Total         | 22        | 1         | 4         | 31            | 0             | 3             | 9          | 0          | 0          | 62    | 1     | 7      |
| Total carrera | Total carrera | 26        | 2         | 5         | 31            | 0             | 3             | 9          | 0          | 0          | 66    | 2     | 8      |
| (1) Incluye los partidos de las Clasificatorias Sudamericanas / Copa América (2011-17). (2) Incluye los partidos de la Copa FIFA Confederaciones (2017). |               |           |           |           |               |               |               |            |            |            |       |       |        |

### Resumen estadístico
| Competición           | Partidos | Goles | Asistencias | Goles y asistencias |
| --------------------- | -------- | ----- | ----------- | ------------------- |
| Primera División      | 391      | 21    | 21          | 42                  |
| Copas nacionales      | 42       | 5     | 1           | 6                   |
| Copas internacionales | 91       | 8     | 8           | 16                  |
| Selección absoluta    | 61       | 1     | 7           | 8                   |
| Selección sub-23      | 4        | 1     | 1           | 2                   |
| Total                 | 589      | 36    | 38          | 74                  |

## Palmarés

### Campeonatos nacionales
| Título              | Club                 | País      | Año     |
| ------------------- | -------------------- | --------- | ------- |
| Primera División    | Universidad de Chile | Chile     | 2009-A  |
| Primera División    | Universidad de Chile | Chile     | 2011-A  |
| Primera División    | Universidad de Chile | Chile     | 2011-C  |
| Primera División    | Universidad de Chile | Chile     | 2012-A  |
| Super Liga Suiza    | Basel                | Suiza     | 2012-13 |
| Super Liga Suiza    | Basel                | Suiza     | 2013-14 |
| Super Liga Suiza    | Basel                | Suiza     | 2014-15 |
| Primera División    | Racing Club          | Argentina | 2018-19 |
| Trofeo de Campeones | Racing Club          | Argentina | 2019    |
| Primera División    | Libertad             | Paraguay  | 2022-A  |
| Copa Chile          | Universidad de Chile | Chile     | 2024    |

### Copas internacionales
| Título            | Club (*)             | Sede           | Año  |
| ----------------- | -------------------- | -------------- | ---- |
| Copa Sudamericana | Universidad de Chile | Santiago       | 2011 |
| Copa América      | Selección de Chile   | Santiago       | 2015 |
| Copa América      | Selección de Chile   | Estados Unidos | 2016 |

### Distinciones individuales
| Distinción                                                                              | Año       |
| --------------------------------------------------------------------------------------- | --------- |
| Parte del Equipo Ideal de la ANFP                                                       | 2011      |
| «Hijo Ilustre» de Padre Hurtado                                                         | 2012      |
| Mejor Volante Central por el SIFUP                                                      | 2012-A    |
| Equipo ideal de la Copa Libertadores 2012                                               | 2012      |
| Equipo ideal de la Copa América 2015                                                    | 2015      |
| Incluido dentro de las 50 mejores figuras históricas de Universidad de Chile por AS.com | 2016      |
| Equipo Ideal de la Liga Europa (Semana 2)                                               | 2016      |
| Equipo Ideal de la Super Liga Argentina                                                 | 2019      |
| Equipo Ideal de extranjeros de la Super Liga Argentina                                  | 2019      |
| Parte del Equipo Ideal de la Década en el Fútbol Chileno (diario El Mercurio)           | 2010-2019 |
| Equipo Ideal de la Super Liga Argentina                                                 | 2020      |

### Capitán de Universidad de Chile
| Predecesor: Luis Casanova | Capitán de Universidad de Chile 2024-presente | Sucesor: |